# Cừu Ruhnu Estonia
Cừu Ruhnu Estonia (tiếng Estonia: eesti maalammas) là giống cừu bản địa được tìm thấy trên hòn đảo nhỏ Ruhnu của Estonia ở vịnh Riga ở biển Baltic.
Cừu Ruhnu Estonia được cho là do những con cừu bị những cư dân nói tiếng Thụy Điển định cư trên đảo vào thế kỷ XIV bỏ lại trên Ruhnu. Năm 1944, có 300 con cừu này được ghi nhận. Dân số hiện tại của giống cừu Ruhnu Estonia là khoảng 30 con. Người ta cho rằng cừu Ruhnu Estonia ban đầu được nuôi để sản xuất thịt và lông.
Sự thích ứng vật lý của quần thể cừu Ruhnu ở Estonia đối với đồng cỏ ven biển và những bãi cỏnhỏ cho thấy những con cừu này có thời gian khá dài để thích ứng với môi trường của chúng. Hầu hết các con cừu Ruhnu Estonia có màu trắng hoặc màu kem với đầu và chân xám và một số có một mô hình "badgerface" đặc biệt. Các con cái không có sừng và khoảng 10% số con đực có sừng. Cừu Ruhnu Estonia có đuôi dài hoặc ngắn. Khác biệt với nhiều giống cừu khác, một số cừu Ruhnu Estonia có một hoặc hai hạt dưới hàm. Lông của giống cừu này được phủ hai lớp và hai loại sợi và nó thường được sử dụng để làm sợi và quần áo dệt kim, chẳng hạn như áo len. Trọng lượng sống của cừu Ruhnu Estonia đực trưởng thành tối đa là 80 kg (175 lb) và trọng lượng con cái là 50 kg (110 lb).
Mặc dù có sự biến đổi di truyền đáng kể ở hầu hết các giống cừu Bắc Âu, cừu Ruhnu, cũng như cừu Roslag và cừu Dala Fur (cả hai đều có nguồn gốc ở Thụy Điển) đều có tỷ lệ cận huyết trong cộng đồng cao nhất. Trong khi giống cừu Ruhnu được tìm thấy có ít biến động hơn các giống cừu Baltic khác, cho thấy nhu cầu về một kế hoạch quản lý giống để ngăn chặn sự mất mát di truyền hơn nữa, quy mô dân số khoảng 30 con cừu được liệt kê là ổn định. Tất cả những con cừu Ruhnu Estonia còn sống trên hòn đảo này đều sinh sống trong một đàn cừu hiện có quản lý nửa chừng, với một số con cừu riêng lẻ sống trên đảo Kihnu của Estonia.